# Campeonato Russo de Futebol de 2004
O Campeonato Russo de Futebol de 2004 foi o décimo terceiro torneio desta competição. Participaram dezesseis equipes. O campeão se classifica para a Liga dos Campeões da UEFA de 2005-06. O vice, o terceiro e o quarto colocados se classificam para a Copa da UEFA de 2005-06. Dois clubes caem e dois são ascendidos. Os clubes FC Uralan Elista e FC Chernomorets Novorossisk foram rebaixados na temporada anterior.

## Participantes
| Equipe                   | Cidade           | Região                  | No ano anterior                                                       | Estádio                        | Capacidade | Títulos                                                 | Participações |
| ------------------------ | ---------------- | ----------------------- | --------------------------------------------------------------------- | ------------------------------ | ---------- | ------------------------------------------------------- | ------------- |
| PFC CSKA Moscovo         | Khamovniki       | Moscovo                 | Campeão                                                               | Estádio Lujniki                | 81.000     | 1 (2003)                                                | 13            |
| Spartak Moscovo          | Presnensky       | Moscovo                 | Décimo Lugar                                                          | Estádio Lujniki                | 81.000     | 9 (1992, 1993, 1994, 1996,1997, 1998, 1999, 2000, 2001) | 13            |
| Torpedo Moscovo          | Danilovsky       | Moscovo                 | Oitavo Lugar                                                          | Estádio Lujniki                | 81.000     | 0 (não possui)                                          | 13            |
| Dínamo Moscovo           | Aeroport         | Moscovo                 | Sexto Lugar                                                           | Estádio Dínamo de Moscou       | 36.540     | 0 (não possui)                                          | 13            |
| FC Alania Vladikavkaz    | Vladikavkaz      | Ossétia do Norte-Alânia | Décimo Terceiro Lugar                                                 | Estádio Republicano do Spartak | 32.464     | 1 (1995)                                                | 13            |
| Lokomotiv Moscovo        | Preobrazhenskoye | Moscovo                 | Quarto Lugar                                                          | Estádio Lokomotiv de Moscou    | 30.000     | 1 (2002)                                                | 13            |
| FC Rotor Volgogrado      | Volgogrado       | Oblast de Volgogrado    | Décimo Segundo Lugar                                                  | Estádio Central                | 32.120     | 0 (não possui)                                          | 13            |
| FC Krilia Sovetov Samara | Samara           | Oblast de Samara        | Nono Lugar                                                            | Estádio Metallurg              | 33.320     | 0 (não possui)                                          | 13            |
| FC Rostov                | Rostov do Don    | Oblast de Rostov        | Décimo Primeiro Lugar                                                 | Estádio Rostselmash            | 15.840     | 0 (não possui)                                          | 12            |
| FC Zenit São Petersburgo | Petrogrado       | São Petersburgo         | Vice-Campeão                                                          | Estádio Petrovsky              | 21.570     | 0 (não possui)                                          | 10            |
| FC Saturn                | Ramensky         | Oblast de Moscovo       | Sétimo Lugar                                                          | Estádio Saturn                 | 16.8000    | 0 (não possui)                                          | 6             |
| FC Moscovo               | Danilovsky       | Moscovo                 | Décimo Quarto Lugar                                                   | Estádio Eduard Streltsov       | 14.274     | 0 (não possui)                                          | 4             |
| FC Shinnik Iaroslavl     | Iaroslavl        | Oblast de Iaroslavl     | Quinto Lugar                                                          | Estádio Shinnik                | 22.000     | 0 (não possui)                                          | 7             |
| FC Rubin Kazan           | Cazã             | Tartaristão             | Terceiro Lugar                                                        | Estádio Central de Cazã        | 28.500     | 0 (não possui)                                          | 2             |
| FC Kuban Krasnodar       | Krasnodar        | Krai de Krasnodar       | Vice Campeão do Campeonato Russo de Futebol de 2003 - Segunda Divisão | Estádio Kuban                  | 32.000     | 0 (não possui)                                          | 2             |
| FC Amkar Perm            | Perm             | Oblast de Perm          | Campeão do Campeonato Russo de Futebol de 2003 - Segunda Divisão      | Estádio Zvezda                 | 19.500     | 0 (não possui)                                          | 1             |

## Regulamento
O campeonato foi disputado no sistema de pontos corridos em turnos, em grupo único. Ao final, dois são promovidos e dois são rebaixados.

## Primeira Fase
Lokomotiv Moscovo foi o campeão e classificou-se para a Liga dos Campeões da UEFA de 2005-06.
CSKA, Krylia e Zenit classificaram-se para a Copa da UEFA de 2005-06.
Kuban e Rotor foram rebaixados para o Campeonato Russo de Futebol de 2005 - Segunda Divisão.

## Campeão
| Campeão Russo de 2004         |
| ----------------------------- |
| FC Lokomotiv Moscou 2° Título |